# Naismith College Player of the Year
Die Auszeichnung als Naismith College Player of the Year wird in den USA jährlich an den besten Spieler und die beste Spielerin im Bereich des College-Basketball verliehen, und gilt als prestigeträchtigste unter mehreren vergleichbaren Auszeichnungen für den Spieler beziehungsweise die Spielerin des Jahres. Benannt ist die auch als Naismith Trophy bezeichnete Auszeichnung nach James Naismith, der als Erfinder des Basketball gilt. Hinsichtlich ihrer Bedeutung im Hochschulsport der Vereinigten Staaten ist sie vergleichbar mit der Heisman Trophy im Bereich des College Football.
Die Auswahl der ausgezeichneten Spieler und Spielerinnen erfolgt durch ein Komitee (Board of Selectors) des Atlanta Tipoff Club, eines Fördervereins für den Basketballsport mit Sitz in Atlanta. Dabei wird vor Saisonbeginn eine Vorauswahl von je 50 Spielern und Spielerinnen getroffen, die im Februar auf jeweils 30 Nominierte reduziert wird, aus denen im März die vier Finalisten beziehungsweise Finalistinnen ausgewählt werden. Die Gewinner werden im April durch das Board of Selectors festgelegt, dessen Entscheidung seit 2021 mit einer Social-Media-basierten Abstimmung unter College-Basketball-Fans kombiniert wird.
Die erstmalige Verleihung erfolgte 1969 an Lew Alcindor beziehungsweise 1983 an Anne Donovan. Bill Walton (1972–1974), Ralph Sampson (1981–1983), Cheryl Miller (1984–1986) und Breanna Stewart (2014–2016) erhielten diese Auszeichnung jeweils dreimal. Zach Edey (2023, 2024), Clarissa Davis (1987, 1989), Dawn Staley (1991, 1992), Chamique Holdsclaw (1998, 1999), Diana Taurasi (2003, 2004), Seimone Augustus (2005, 2006), Maya Moore (2009, 2011), Brittney Griner (2012, 2013) und Caitlin Clark (2023, 2024) wurden jeweils zweimal geehrt.